# Odintsovo
Odintsovo (tiếng Nga: Одинцо́во) là một thành phố Nga. Thành phố này thuộc chủ thể Moskva Oblast. Thành phố có dân số 134.844 người (theo điều tra dân số năm 2002). Đây là thành phố lớn thứ 121 của Nga theo dân số năm 2002. Dân số qua các thời kỳ: 139,029 (Điều tra dân số 2010); 134,844 (Điều tra dân số 2002); 125,149 (Điều tra dân số năm 1989). Town status was granted to it in 1957.

## Thành phố kết nghĩa
Odintsovo kết nghĩa với:
- Kruševac, Serbia
- Novopolotsk, Belarus
- Wittmund, Đức